# Neopomacentrus miryae
Neopomacentrus miryae är en fiskart som beskrevs av Dor och Allen, 1977. Neopomacentrus miryae ingår i släktet Neopomacentrus och familjen Pomacentridae. Inga underarter finns listade i Catalogue of Life.